# Call of Duty: United Offensive
Call of Duty: United Offensive is een in 2004 door Activision uitgebrachte uitbreidingsset voor het computerspel Call of Duty. In tegenstelling tot het origineel is United Offensive niet ontwikkeld door Infinity Ward, maar door Gray Matter Interactive. Het spel draait op de Quake III Arena-engine.
Het spel bevat meer singleplayermissies rond de drie belangrijkste geallieerde strijdkrachten uit de Tweede Wereldoorlog: de Verenigde Staten, het Verenigd Koninkrijk en de Sovjet-Unie. Het spel bevat historische slagen zoals de slag om de Ardennen, de slag om Koersk en de landing op Sicilië.
Het spel voegt 10 nieuwe wapens en 6 nieuwe levels toe.

## Ontvangst
| Beoordeeld door              | Platform | Datum             | Score |
| ---------------------------- | -------- | ----------------- | ----- |
| ActionTrip                   | Windows  | 14 september 2004 | 93%   |
| Christ Centered Game Reviews | Windows  | 1 juni 2005       | 90%   |
| Daily Game                   | Windows  | 1 november 2004   | 87%   |
| Gamezoom                     | Windows  | 17 oktober 2004   | 86%   |
| Gamesmania                   | Windows  | 26 oktober 2004   | 85%   |
| IGN                          | Windows  | 14 september 2004 | 84%   |
| Game Revolution              | Windows  | 22 september 2004 | 83%   |
| JeuxVideoPC.com              | Windows  | 17 september 2006 | 80%   |
| DreamStation.cc              | Windows  | 16 februari 2005  | 75%   |
| Super Play                   | Windows  | oktober 2004      | 70%   |